# Рубец, Александр Михайлович
Александр Михайлович Рубец (род. 24 ноября 1953 года, Гродно, Гродненская область, БелССР, СССР) — советский и российский художник, член-корреспондент РАХ (2023).

## Биография
Родился 24 ноября 1953 года в городе Гродно Белорусской ССР.
В 1968 году — окончил Республиканскую школу-интернат по изобразительному искусству в г. Минске.
В 1972 году — окончил Ленинградское художественное училище имени В. И. Серова.
С 1979 по 1982 годы — мастер производственного обучения по профилю «народные промыслы» в межшкольном учебно-производственном комбинате города Пятигорска.
С 1982 по 1990 годы — художник-оформитель в Пятигорском отделении художественного фонда РСФСР.
С 1991 по 1995 годы — директор Пятигорского отделения художественного фонда России.
С 1995 по 1998 годы — директор ООО «Арт-парк».
С 1998 по 2000 годы — исполнительный директор Кавминводского отделения союза дизайнеров.
С 2000 года — директор ООО «Арт-проект».
С 1994 года — член Союза художников России, с 1998 года — член Союза дизайнеров России.
С 2005 года — член Творческого Союза художников России, секретарь регионального отделения.
С 2007 года — ответственный секретарь правления, с 2008 года — председатель правления Ставропольского отделения Творческого союза художников России, с 2010 года — вице-президент Творческого союза художников России по Югу России, с 2014 года — член Президиума Южного отделения Российской академии художеств.
В 2013 году — избран почётным членом, в 2023 году — избран членом-корреспондентом Российской академии художеств от Южного регионального отделения.
Участник международных и российских художественных выставок.
Работы представлены в различных музеях городов России, а также в частных коллекциях.

## Награды
- Серебряная медаль Союза Художников России (2006)
- Диплом Российской Академии Художеств (2007)
- Золотая медаль ТСХР (2008)
- Медаль «Леонардо» Союза дизайнеров России (2009)
- Медаль «И. И. Шувалов» Российской Академии Художеств (2010)
- Серебряная медаль Российской Академии Художеств (2011)
- Золотая медаль Российской Академии Художеств (2014)